# Zarasai
Zarasai (Jeziorosa avant 1836, en polonais : Jeziorosy ; en russe : Новоалександровск, Novoaleksandrovsk, de 1836 à 1918) est une ville du nord-est de la Lituanie dans une région aux nombreux lacs et rivières. Elle est le chef-lieu de la municipalité du district de Zarasai et comprenait 7 568 habitants en 2010.

## Histoire
Les premières traces écrites de Zarasai datent du XVe siècle. Son nom s'écrivait Jeziorosa sur les cartes du XVIIe siècle et son nom provient du sélonien (langue aujourd'hui disparue). Il existait à cette époque une abbaye sur une île du lac de Zarasas qui fut abandonnée vers 1520 et le village qui en dépendait avait environ huit cents âmes, cinq rues et une auberge, mais il est anéanti pendant la grande guerre du Nord et sa population s'enfuit. Les premiers artisans et laboureurs ne reviendront qu'à la fin du XVIIIe siècle. Les terres appartenaient du XIVe et XVIIIe siècles au diocèse de Wilna. Il y avait 300 habitants, lorsque la région passe à l'Empire russe, après le troisième partage de la Pologne en 1795. Le village prend alors un certain essor, car il devient lieu de marché et se trouve sur la route postale entre Saint-Pétersbourg et Varsovie. Une petite communauté de Vieux-Croyants s'installe ici. Leur petite maison de prière sera démolie par le gouverneur général de Courlande en 1847 et ils se réunissent désormais chez un marchand. Ils ont la permission de reconstruire une église en 1872. Aujourd'hui près d'un millier de fidèles Vieux-Croyants font partie de la paroisse de l'Intercession de Zarasai, dont l'église est construite en 1992.

### Une ville juive
Un fait marquant est aussi l'arrivée des Juifs. Il n'y a qu'une seule famille juive en 1794 au village, celle de l'intendant des terres agricoles appartenant au diocèse. Beaucoup viennent s'y installer de Pologne, d'autres endroits de Lituanie, comme Troki (aujourd'hui Trakai). Ils sont 370 en 1837 et cinquante-quatre maisons sur les quatre-vingt-quatorze que comprend le bourg sont habitées par des familles juives. Il se trouve sur la nouvelle route construite de Dünaburg à Kowno. 
Le bourg est renommé Novoalexandrovsk en 1836 en l'honneur du fils aîné de l'empereur Nicolas Ier qui traversa le bourg et il garde ce nom jusqu'en 1918. Novoalexandrovsk devient ville du district de Braslaw cette année-là, district appartenant, jusqu'en 1843, au gouvernement de Wilna, et ensuite la ville devient chef-lieu du district de Novoalexandrovsk faisant partie du gouvernement de Kowno.
La plupart des habitants juifs sont de petits artisans ou des ouvriers agricoles, les plus pauvres étant colporteurs sur les routes. L'Empire russe ne donnait le permis de résidence aux Juifs que dans les provinces occidentales de l'Empire et dans les territoires polonais. Ils s'expriment en yiddish et quelques-uns parlent l'allemand et peu le russe pour communiquer avec les autorités. En 1903, ils sont déjà 4 552 habitants de cette communauté à Novoalexandrovsk. Ils représentent les trois-quarts de la population, avec deux synagogues, six maisons de prières, deux écoles et deux maisons de bains rituels.
Le plan de la ville, surtout construite après 1872, est dessiné à partir de l'axe radial de la place du marché.
Après l'indépendance de la Lituanie et la fin de la guerre polono-lituanienne, la ville prend le nom d''Ežerėnai, car les autorités estimaient que c'était une forme plus pure (non teintée de polonisme) pour évoquer la ville du lac (Ežeras en lituanien). Elle garde ce nom jusqu'en 1929, où l'on décide de revenir au nom précédent. En même temps, à cause du tracé des nouvelles frontières avec la Lettonie et la Pologne, la ville perd ses domaines agricoles les plus fertiles et se trouve enclavée.
Après l'opération Barbarossa de juin 1941, l'armée allemande envahit la région. Les premiers massacres d'envergure de juifs ont lieu à partir du 26 août 1941 lorsque, sous la direction de l'Obersturmbannführer Hamman, 2 569 d'entre eux originaires de Zarasai et des environs sont assassinés dans la forêt par un commando motorisé de l'EZ N°3 et des collaborateurs lituaniens. Il n'y avait plus que quatorze juifs à Zarasai en 1989.